# IJzerenbos
Het IJzerenbos is een natuurgebied van 66 ha, gelegen ten oosten van Susteren. Het gebied is eigendom van de Vereniging Natuurmonumenten.
Het IJzerenbos bestaat uit bos, afgewisseld met graslanden en akkers. Het bos is loofbos. In het verleden werden ook populieren aangeplant. Tot de flora behoren gevlekte aronskelk, bosanemoon en slanke sleutelbloem. Op de akkers wordt winterrogge verbouwd en groeien grote leeuwenklauw en groot spiegelklokje.
Tot de dierenwereld behoren: grootoorvleermuis, fluiter, grauwe vliegenvanger en boomkikker. Van de insectenwereld kunnen worden genoemd: bossprinkhaan, zwartsprietdikkopje en distelvlinder.